# Viva a Música
Viva a Música é o álbum de estreia do apresentador e cantor brasileiro Gugu Liberato, lançado em 1986 pela gravadora RGE Discos. O lançamento ocorreu após dois singles serem lançados entre 1983 e 1984, pela gravadora Copacabana.
O título do álbum faz alusão ao nome do programa de televisão que Gugu apresentava nos anos de 1980 no Sistema Brasileiro de Televisão (SBT), o Viva a Noite.
O álbum é predominantemente composto por versões traduzidas de músicas internacionais. "Guitarzan", por exemplo, é uma versão em português da canção"Gitarzan", de Ray Stevens, que apareceu no top 10 da parada Billboard Hot 100. Ambas as versões usam como tema o personagem Tarzan e sua companheira Jane, e incorporam gritos de Tarzan.
Entre as faixas, destaca-se "Baile dos Bichos", que se tornou uma das canções mais executadas nas rádios brasileiras. "Baile dos Passarinhos", uma canção que já havia sido incorporada ao repertório dos programas de Gugu, continuou sendo executada frequentemente ao final das transmissões, e desempenhou um papel significativo no impulso das vendas do disco.

## Lista de faixas
- Créditos adaptados ddo LP Viva a Música, de 1986.[9]

| Lado A |                                              |                                     |         |  |
| N.º    | Título                                       | Compositor(es)                      | Duração |  |
| 1.     | "Baile dos Bichos (Baile Del Garbanzito)"    | E. Tecglen / Versão Edgard Poças    |         |  |
| 2.     | "As Quatro Estações (Las Cuatro Estaciones)" | Emílio Aragón / Vrs. E. Poças       |         |  |
| 3.     | "Alto-astral"                                | E. Poças, Cláudio Leal Ferreira     |         |  |
| 4.     | "Porompompom (Poronponpon-manuela)"          | Emílio Aragón / Vrs. E. Poças       |         |  |
| 5.     | "Que Bela Idéa (Que Buena Idea)"             | D. R. / Vrs. Marcelo Duran          |         |  |
| 6.     | "Hora da Ginástica"                          | Carlinhos Borba Gato, Gugu Liberato |         |  |

| Lado B |                                                                 |                                                   |         |  |
| N.º    | Título                                                          | Compositor(es)                                    | Duração |  |
| 1.     | "Bate Bate (La Mane)"                                           | E. Tecglen, M. N. Otero / Vrs. C. B. Gato         |         |  |
| 2.     | "Bota Talquinho"                                                | C. B. Gato                                        |         |  |
| 3.     | "Guitarzan"                                                     | R. Stevens, B. Everette / Vrs. C. B. Gato         |         |  |
| 4.     | "Bugalu (Agadoo Dou Dou)"                                       | M. Symile, M. Delaucery, J. Peram / Vrs. M. Duran |         |  |
| 5.     | "Baile dos Passarinhos (Tchip Tchip El Baile de Los Pajaritos)" | Werner Thomas, Terry Rendall / Vrs. E. Poças      |         |  |
| 6.     | "Hora da Ginástica" (Instrumental)                              | C. B. Gato, G. Liberato                           |         |  |